# Rider-Lewis Motor Car Company
Rider-Lewis Motor Car Company war ein US-amerikanischer Hersteller von Automobilen.

## Unternehmensgeschichte
Der Geldgeber George D. Rider und der Konstrukteur Ralph Lewis gründeten 1908 das Unternehmen. Der Sitz war zunächst in Muncie in Indiana. Im gleichen Jahr begann die Produktion von Automobilen. Der Markenname lautete Rider-Lewis. Die ersten Fahrzeuge wurden im März 1908 auf einer Ausstellung in Indianapolis präsentiert. Im Dezember 1908 erfolgte der Umzug in ein geeigneteres Werk in Anderson, ebenfalls in Indiana. Im September 1910 begann die Insolvenz. Bis Ende 1910 entstanden etwa 250 Fahrzeuge, danach nur noch wenige. Im März 1911 erwarb Nyberg Automobile Works das Werk.

## Fahrzeuge
1908 stand nur ein Modell im Sortiment. Es hatte einen Sechszylindermotor mit OHV-Ventilsteuerung. Jeweils 101,6 mm Bohrung und Hub ergaben 4942 cm³ Hubraum und 40/45 PS Leistung. Das Fahrgestell hatte 310 cm Radstand. Der Type VIII war als offener Tourenwagen mit fünf und sieben Sitzen erhältlich und der Type IX als Roadster mit zwei und drei Sitzen.
1909 kam auf der gleichen technischen Basis der Type X dazu. Sein Aufbau wurde Tonneauette genannt. Dies war ein sportlicher Tourenwagen ohne Wetterschutz mit Platz für vier Personen.
1910 wurde der Radstand geringfügig auf 312 cm verlängert. Für Roadster und Tonneauette ist die Anzahl der Sitze nicht mehr überliefert. Außerdem ergänzte ein kleineres Modell das Sortiment. Es hatte einen Vierzylindermotor mit 101,6 mm Bohrung, 114,3 mm Hub und 3707 cm³ Hubraum. Der Motor war mit 30/32 PS angegeben. Der Radstand betrug 264 cm. Type IV war ein Tourenwagen mit fünf Sitzen und Type V ein Roadster mit zwei Sitzen.
1911 gab es nur noch das kleinere Modell. Es hatte nun einen Motor mit jeweils 114,3 mm Bohrung und Hub. Das ergab 4691 cm³ Hubraum und 30 PS Leistung. Der Radstand war auf 279 cm verlängert worden. Model F war ein Tourenwagen mit fünf Sitzen, Model G ebenso, aber mit vorderen Türen, und Model H ein Roadster mit zwei Sitzen.

## Modellübersicht
| Jahr | Modell    | Zylinder | Leistung (PS) | Radstand (cm) | Aufbau                            |
| ---- | --------- | -------- | ------------- | ------------- | --------------------------------- |
| 1908 | Type VIII | 6        | 40/45         | 310           | Tourenwagen 5-sitzig und 7-sitzig |
| 1908 | Type IX   | 6        | 40/45         | 310           | Roadster 2-sitzig und 3-sitzig    |
| 1909 | Type VIII | 6        | 40/45         | 310           | Tourenwagen 5-sitzig und 7-sitzig |
| 1909 | Type IX   | 6        | 40/45         | 310           | Roadster 2-sitzig und 3-sitzig    |
| 1909 | Type X    | 6        | 40/45         | 310           | Tonneauette 4-sitzig              |
| 1910 | Type IV   | 4        | 30/32         | 264           | Tourenwagen 5-sitzig              |
| 1910 | Type V    | 4        | 30/32         | 264           | Roadster 2-sitzig                 |
| 1910 | Type VIII | 6        | 40/45         | 312           | Tourenwagen 5-sitzig und 7-sitzig |
| 1910 | Type IX   | 6        | 40/45         | 312           | Roadster                          |
| 1910 | Type X    | 6        | 40/45         | 312           | Tonneauette                       |
| 1911 | Model F   | 4        | 30            | 279           | Tourenwagen 5-sitzig              |
| 1911 | Model G   | 4        | 30            | 279           | Fore-Door Tourenwagen 5-sitzig    |
| 1911 | Model H   | 4        | 30            | 279           | Roadster 2-sitzig                 |